# Горелёнок, Алексей Тихонович
Алексей Тихонович Гореленок (12 марта 1942, деревня Гарцево Стародубского р-на Брянской обл. - 9 января 2016 года, Санкт-Петербург, Россия) — электрофизик, специалист в области технологии полупроводниковых приборов на основе соединений АIIIBV. Окончил (1964) кафедру диэлектриков и полупроводников ЛЭТИ (теперь кафедра микро- и наноэлектроники). Доктор технических наук (1998), профессор (1997). С 1964 г. работает в ФТИ, ведущий научный сотрудник.

## Биография
В 1965 г. совместно с Б. В. Царенковым предложил метод жидкофазной эпитаксии в закрытой системе для создания p-n-структур на основе арсенида галлия и многокомпонентных твердых растворов соединений АIIIBV включая четырёхкомпонентную систему InGaAsP. Это позволило создать первый в СССР (1978) InGaAsP/InP–полупроводниковый лазер непрерывного действия при комнатной температуре на длину волны 1,3 мкм и приступить к практической реализации волоконно-оптических линий связи.
В начале 1980-х гг. инициировал исследования в области физики и технологии поведения редкоземельных элементов в процессе жидкофазной эпитаксии InGaAsP/InP, которые привели к обнаружению эффекта геттерирования лантаноидами фоновых остаточных примесей в растворе-расплаве In-Ga-As-P и к разработке технологии получения сверхчистого материала.
Автор более 200 научных трудов, в том числе около 30 авторских свидетельств.
Скончался 9 января 2016 года. 

## Награды и звания
Государственная премия СССР (1984).